# Жуків острів
Жуків острів — місцевість на правому березі Дніпра між місцевістю Коник на Корчуватому, (простягається вздовж Столичного шосе) і островом Водників, з яким сполучена дамбою (насипана у 1960-ті рр.). Розташований на півдні Голосіївського району міста Києва.

## Походження назви
Назва — імовірно, від струмка Жуківка, що впадає у Дніпро поблизу Корчуватого. На останньому до 1977 року існувала Жуковострівна вулиця (зникла внаслідок знесення старої забудови).

## Історія
Згадується під сучасною назвою і як о. Жуківка у XVIII—XIX століттях, коли ця місцевість належала Києво-Печерській лаврі. У 1869 році на острові збудували дерев'яну церкву Ікони Пресвятої Богородиці «Взискання загиблих», підпорядковану Лаврі. Богослужіння тут проводилися лише в літній період.
З 1923 по 1934 рік на південь від тодішньої межі Києва, на заплавних землях р. Дніпро, існував один з перших в Україні заповідників, який називався «Конча-Заспа». У науково-дослідній станції, що існувала на території заповідника ще до його створення, з 1893 року, працювали такі відомі вчені, як М. В. Шарлемань, В. І. Вернадський. Влітку 1934 року, разом із багатьма іншими радянськими заповідниками, «Конча-Заспу» ліквідували. Після цього, територію заплави розділили під сінокоси між чотирма колгоспами Києво-Святошинського району Київщини.
У 1936 — 1941 рр. на території острова велося спорудження південного залізничного тунелю під річищем Дніпра. Залишки недобудованих споруд збереглися.
У 1957 році територія «Конча-Заспи» увійшла до складу земель м. Києва. 2 грудня 1999 року рішенням Київської міської ради No146/649 територія острова та прилеглої правобережної заплави Дніпра від самого острова до південної межі Києва оголошена ландшафтним заказником «Острів Жуків» (1630 га).

### Території природно-заповідного фонду, що входять до складу ЗК «Жуків острів»
До складу території заказника місцевого значення «Жуків острів» входить Пам'ятка природи місцевого значення «Дуб на Синій воді», ботанічна.

## Види, що охороняються

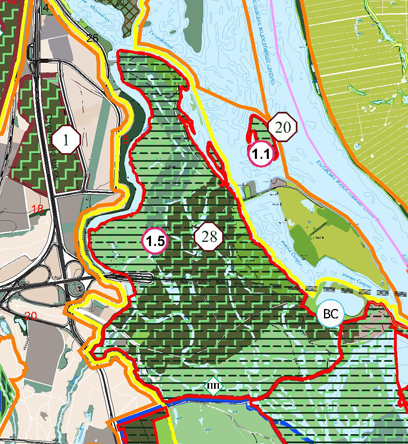
Фрагмент графічних матеріалів «Озеленені, ландшафтно-рекреаційні території і території та об'єкти природно-заповідного фонду. Проектні рішення» Генерального плану м. Києва (проект до 2025 р.), на якому видно межі заказника «Жуків острів» (номер 1.5). Обведено червоним як одну із територій, що пропонуються для розширення Націона́льного приро́дного парку «Голосі́ївський».

Види, що підлягають захисту:
- Сальвінія плаваюча — Salvinia natans (Види Бернської ковенції, Червона книга України)
- Зозульки м'ясо-червоні — Dactylorhiza incarnata (Червона книга України)
- Водяний горіх — Trapa natans (Червона книга України)
- Альдрованда пухирчаста — Aldrovanda vesiculosa (Червона книга України)

## Сучасний розвиток
У 2001 році біля південної околиці Києва почався масовий гідронамив у заплаві Дніпра та будівництво елітного малоповерхового житла. У дуже короткий час вартість земельних ділянок тут стала вищою, ніж на південному узбережжі Криму і продовжує стрімко зростати досі. Надзвичайно велика вартість маєтків на суміжних із заказником землях швидко породила бажання забудувати і «Острів Жуків».

## Скандальні забудови
На скандальних сесіях 22 серпня та 1 жовтня 2007 Київська міська рада скоротила площу заказника у 9 разів, з 1 794 га до 196,36 га. Всю вилучену з заказника територію розподілили між двома десятками товариств-забудовників. Одну з вилучених земельних ділянок Київрада передала ТОВ «АВ-Медгруп». За інформацією столичних ЗМІ, за цією компанією стоїть депутат Київради, 1-й заступник голови Київського міського відділення Партії регіонів Олександр Прогнімак, що на той часу очолював Держуправління охорони навколишнього природного середовища у Києві. Також серед отримавших ділянки для забудови в заповідній зоні значились імена Дмитра Фірташа та депутата Київради Олександра Богатирьова — сина Раїси Богатирьової.
Після низки судових розглядів, ініційованих Прокуратурою Києва та Національного екологічного центру України, які вказували на те, що рішення Київради було прийняте з грубими порушеннями законодавства: всупереч Генеральному плану Києва та протесту Прокуратури, без погодження з органами Мінприроди та наукового обґрунтування доцільності скорочення меж заказника, у травні 2010 року Верховний Суд України поставив крапку у справі, і площа заказника лишилась зменшеною вдев'ятеро.

## Зображення

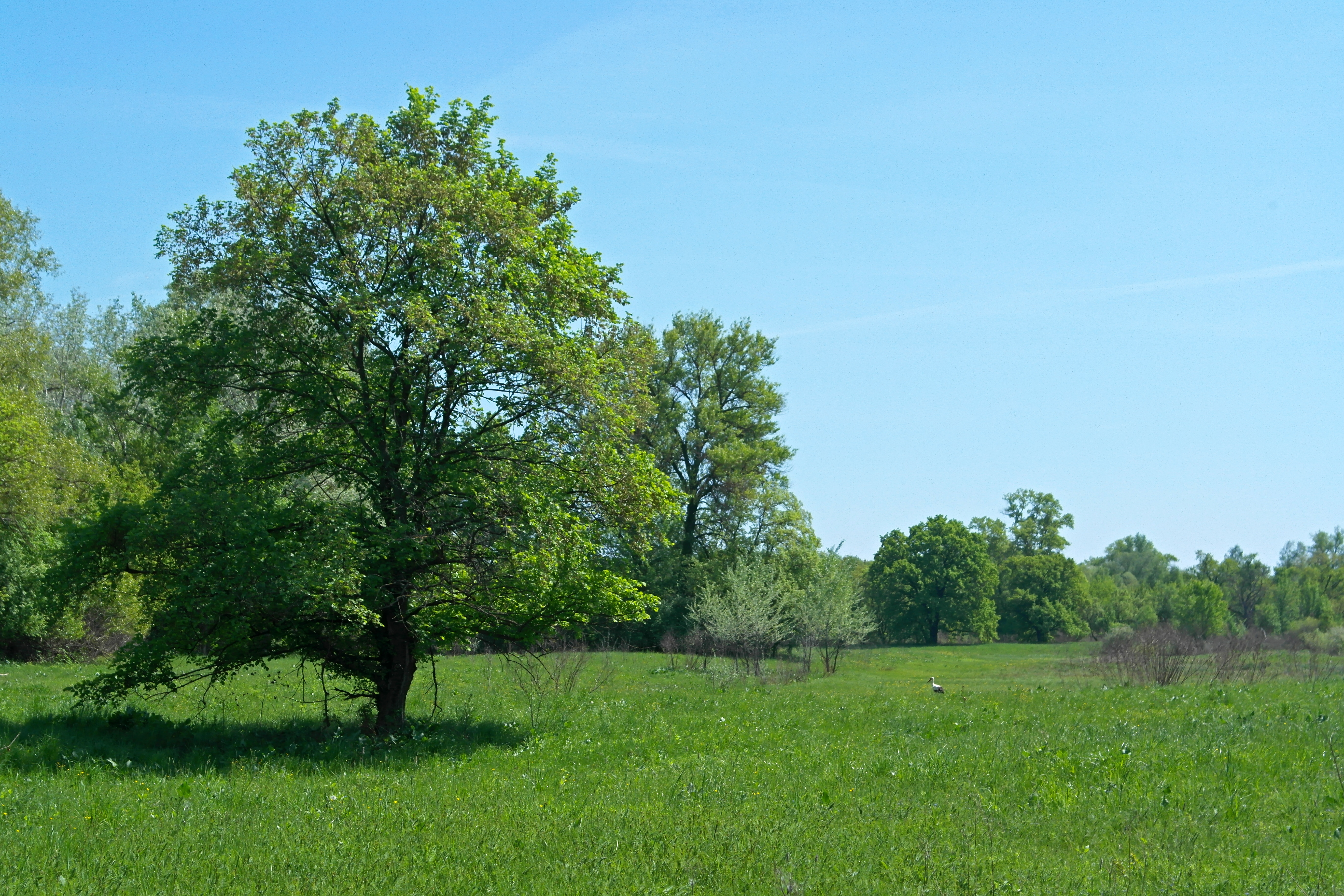
Жуків острів
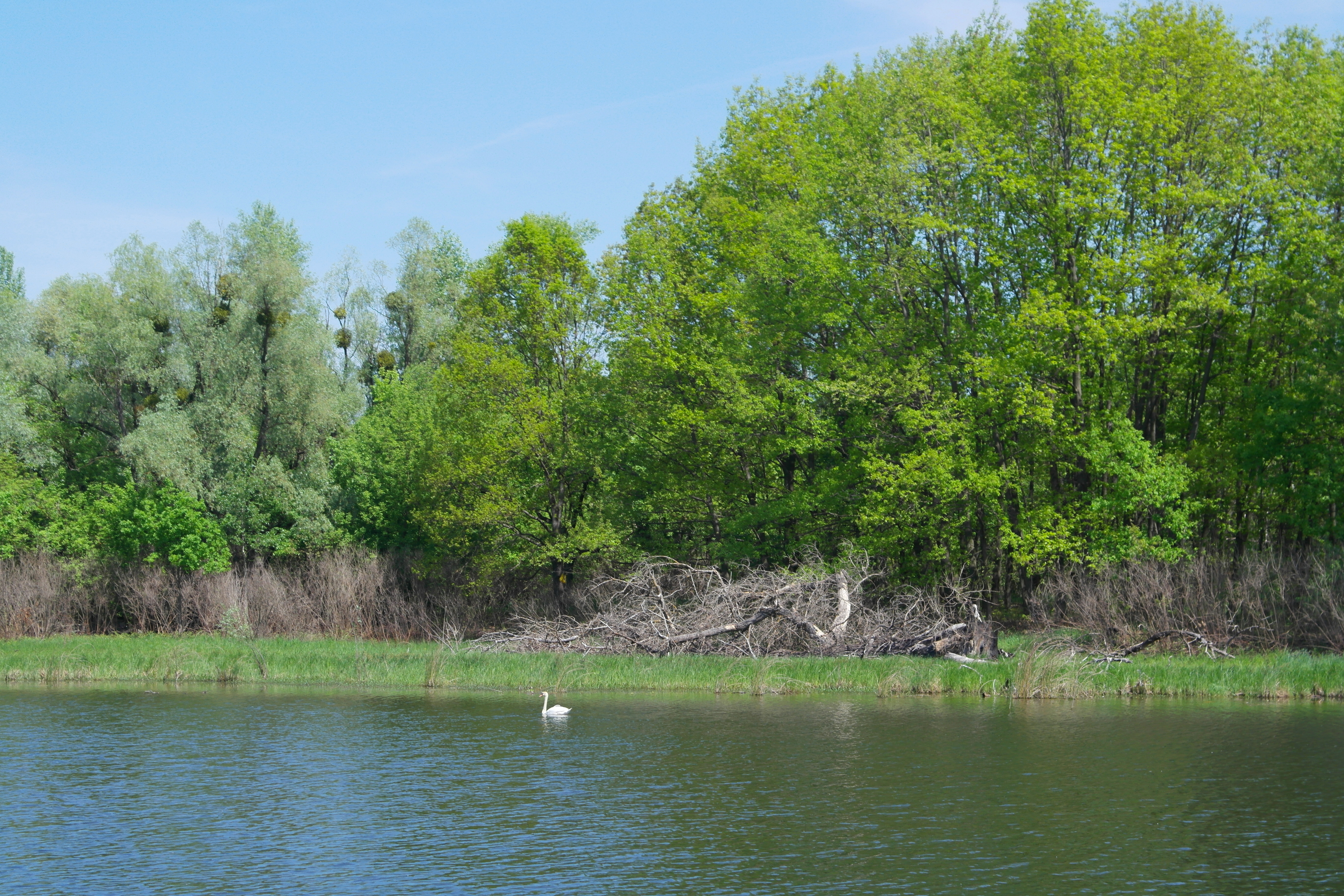
Жуків острів
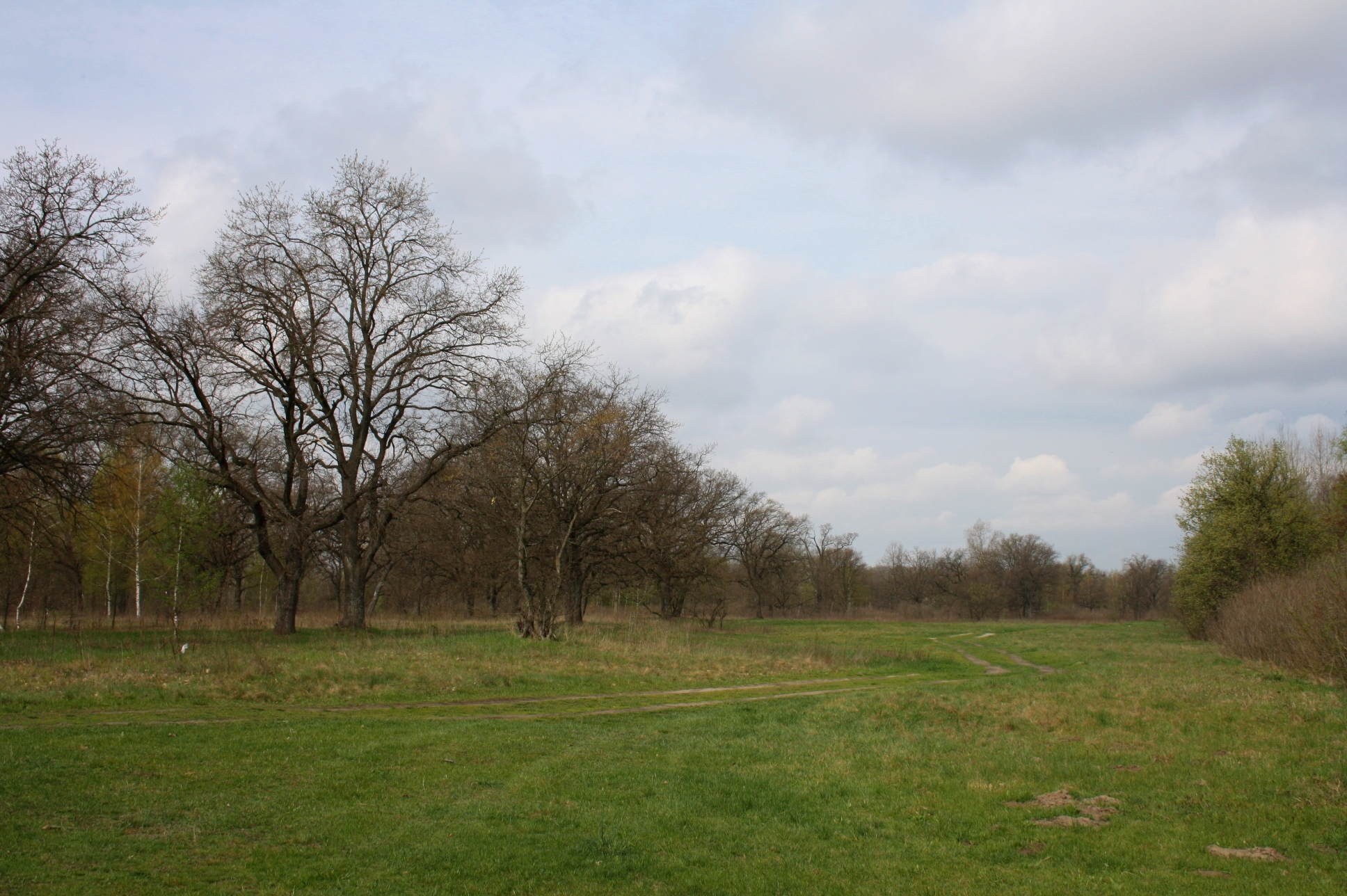
Жуків острів
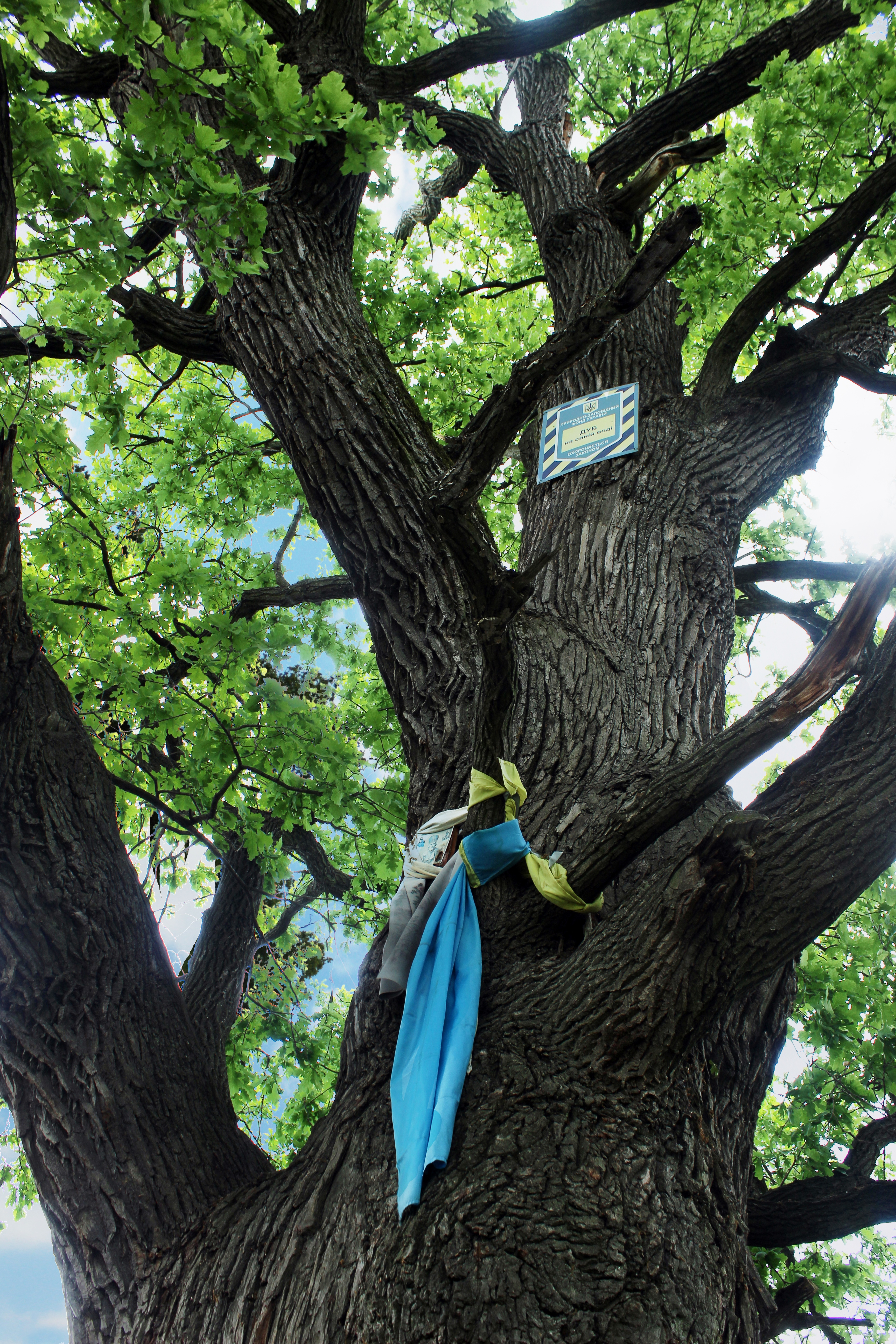
Дуб на синій воді
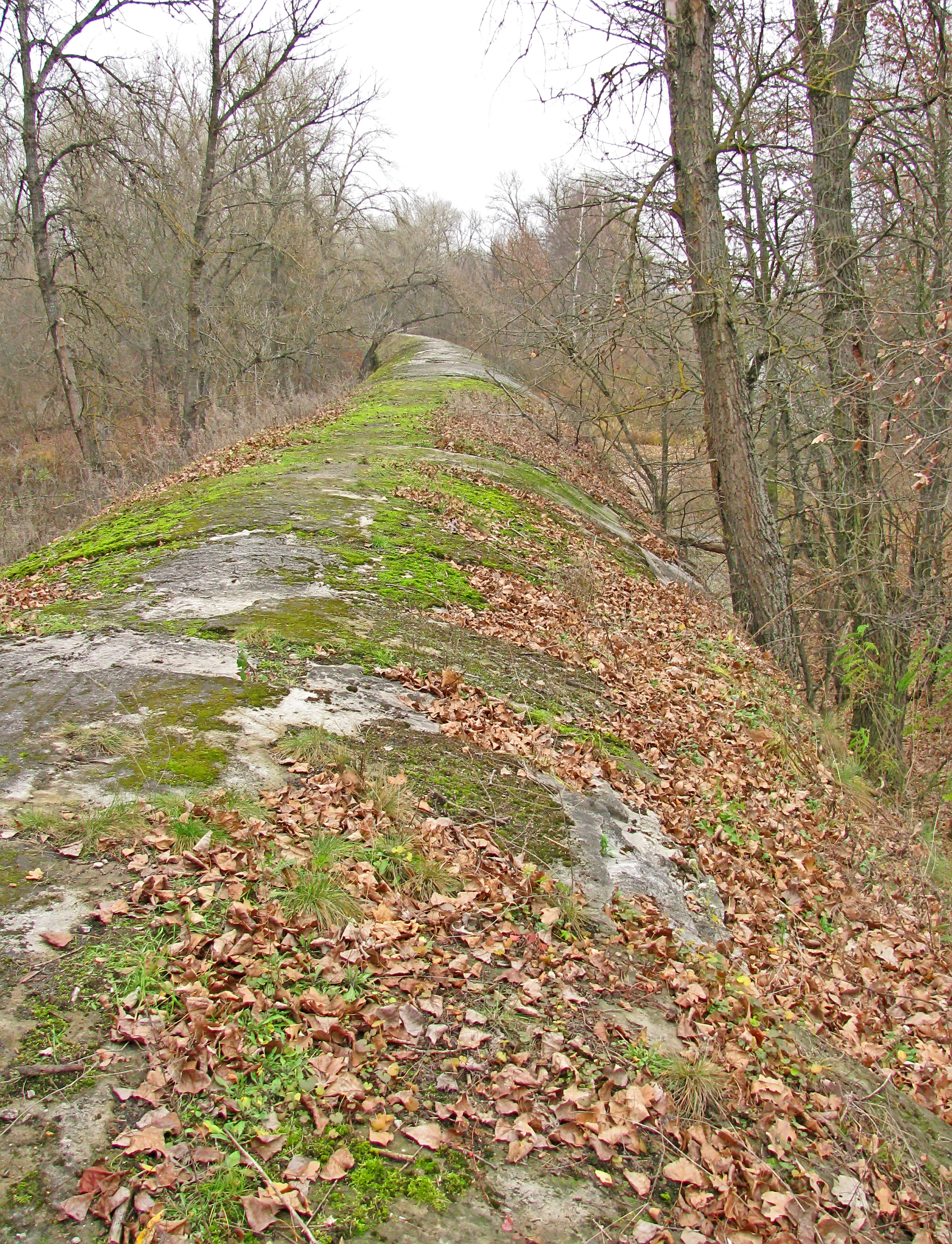
Жуків острів, Сталінський тунель